# Карнахан, Мэттью Майкл
Мэттью Майкл Карнахан (англ. Matthew Michael Carnahan, иногда указан как Мэтт Карнахан) — американский сценарист и режиссёр, который написал сценарий к фильму «Королевство» и киноадаптации драматического сериала канала BBC «Большая игра». Карнахан также написал сценарий к фильму «Львы для ягнят» для United Artists. Его братом является Джо Карнахан, который является сценаристом и режиссёром фильмов «Наркобарон» (2002), «Козырные тузы» (2006) и «Команда-А» (2010).
Критическая реакция к работе Карнахана была смешанной. Рейтинг «Королевства» составляет 56 на сайте Metacritic. Rotten Tomatoes дал фильму 53 % положительных отзывов, на основе 120 отзывов. «Львы для ягнят» получил в целом негативные отзывы от критиков. На сайте Rotten Tomatoes, 27 % критиков дали положительные отзывы, на основе 133 отзывов. На Metacritic, средний бал фильма составляет 47 из 100, на основе 33 отзывов.
Он работал над сценарием к фильму про зомби «Война миров Z» (2013).
Он также написал сценарий к киноадаптации «Немезиса» со своим братом, Джо Карнаханом.

## Карьера

### Фильмы
- Королевство / The Kingdom (2007) - сценарист
- Львы для ягнят / Lions for Lambs (2007) - сценарист/продюсер
- Большая игра / State of Play (2009) - сосценарист
- Война миров Z / World War Z (2013) - сосценарист
- Глубоководный горизонт / Deepwater Horizon (2016) - сценарист
- Снеговик / The Snowman (2017) - сценарист
- Тёмные воды / Dark Waters (2019; сценарист)
- Немезис / Nemesis (TBA) - сосценарист (с Джо Карнаханом)
- Mosul / Сценарист и режиссёр

### Телешоу
- Нормы поведения / Codes of Conduct - сосоздатель и сосценарист (со Стивом Маккуином)